# Berglossning
Berglossning är när ett stort stycke berg i en gruvgång eller schakt lossnar, till exempel i skutan, taket i ett gruvschakt. Rasrisken i gruvorna var i äldre tider stor.